# Phalops beccarii
Phalops beccarii är en skalbaggsart som beskrevs av Edgar von Harold 1875. Phalops beccarii ingår i släktet Phalops och familjen bladhorningar. Inga underarter finns listade i Catalogue of Life.